# Großsteingrab Barleben
Das Großsteingrab Barleben war eine mögliche megalithische jungsteinzeitliche Grabanlage bei Barleben im Landkreis Börde, Sachsen-Anhalt. Es wurde wohl spätestens im 19. Jahrhundert zerstört. Eine Beschreibung der Anlage liegt nicht vor, ihre mögliche Existenz ist nur durch die Bezeichnung „Das blaue Steinfeld“ auf einem historischen Messtischblatt belegt.